# کشتی در المپیک تابستانی ۱۹۰۸
کشتی در بازی‌های المپیک تابستانی ۱۹۰۸ نام رویداد ورزش کشتی در بازی‌های المپیک تابستانی بود که در سال ۱۹۰۸ برگزار شد.

## مدال‌آوران

### آزاد مردان
| بازی‌ها        | طلا                              | نقره                             | برنز                         |
| Bantamweight  | جورج مهنرت · ایالات متحده آمریکا | ویلیام جی. پرش · بریتانیای کبیر  | اوبر کوتی · کانادا           |
| Featherweight | جورج دول · ایالات متحده آمریکا   | جان اسلیم · بریتانیای کبیر       | ویلیام مک‌کی · بریتانیای کبیر |
| Lightweight   | جورح ده رلیسکوف · بریتانیای کبیر | ویلیام وود · بریتانیای کبیر      | آرتور جینگل · بریتانیای کبیر |
| Middleweight  | استنلی بیکن · بریتانیای کبیر     | جورح ده رلیسکوف · بریتانیای کبیر | فردریک بک · بریتانیای کبیر   |
| Heavyweight   | کان اوکلی · بریتانیای کبیر       | یاکوب گوندرشن · نروژ             | ادوارد بارت · بریتانیای کبیر |

### فرنگی مردان
| بازی‌ها            | طلا                       | نقره                             | برنز                        |
| Lightweight       | انریکو پورو · ایتالیا     | نیکولای اورلوف · امپراتوری روسیه | آروو لیندن · فنلاند         |
| Middleweight      | فریتیوف مورتنسون · سوئد   | مائوریتس اندرشون · سوئد          | آندرس آندرسن · دانمارک      |
| Light heavyweight | ورنر یوهان وکمان · فنلاند | اویو سارلا · فنلاند              | کارل ینسن · دانمارک         |
| Super heavyweight | ریهارد ویس · مجارستان     | الکساندر پتروف · امپراتوری روسیه | سورن مارینوس ینسن · دانمارک |

## جدول مدال‌ها
| رتبه | کشور                      | طلا | نقره | برنز | مجموع |
| ۱    | بریتانیای کبیر (GBR)      | ۳   | ۴    | ۴    | ۱۱    |
| ۲    | ایالات متحده آمریکا (USA) | ۲   | ۰    | ۰    | ۲     |
| ۳    | فنلاند (FIN)              | ۱   | ۱    | ۱    | ۳     |
| ۴    | سوئد (SWE)                | ۱   | ۱    | ۰    | ۲     |
| ۵    | مجارستان (HUN)            | ۱   | ۰    | ۰    | ۱     |
| ۵    | ایتالیا (ITA)             | ۱   | ۰    | ۰    | ۱     |
| ۷    | امپراتوری روسیه (RU1)     | ۰   | ۲    | ۰    | ۲     |
| ۸    | نروژ (NOR)                | ۰   | ۱    | ۰    | ۱     |
| ۹    | دانمارک (DEN)             | ۰   | ۰    | ۳    | ۳     |
| ۱۰   | کانادا (CAN)              | ۰   | ۰    | ۱    | ۱     |

## کشورهای شرکت‌کننده
در مجموع ۱۱۵ کشتی‌گیر از ۱۴ کشور در  مسابقات کشتی بازی‌های المپیک تابستانی ۱۹۰۸ شرکت کرده‌اند:
| - بلژیک (۴) - بوهم (۴) - کانادا (۱) - دانمارک (۱۱) - فنلاند (۴) - آلمان (۱) - بریتانیای کبیر (۵۳) |  | - مجارستان (۷) - ایتالیا (۱) - هلند (۹) - نروژ (۱) - امپراتوری روسیه (۴) - سوئد (۹) - ایالات متحده آمریکا (۶) |